# Michael McCarthy (Politiker)
Michael McCarthy (irisch Mícheál Mac Cárthaigh; * 15. November 1976 in Dunmanway, County Cork, Irland) ist ein irischer Politiker der Irish Labour Party. Er war zunächst von 2002 bis 2011 Mitglied des Seanad Éireann, des irischen Oberhauses, und von 2011 bis 2016 Teachta Dála (Abgeordneter) im Dáil Éireann, dem irischen Unterhaus.

## Leben
McCarthy studierte am Cork Institute of Technology und arbeitete im Anschluss bei Schering-Plough in Brinny. 1999 wurde er in den Cork County Council gewählt. 2002 wurde er über die Arbeitsliste in den Seanad Éireann gewählt und 2007 wiedergewählt. Er trat bei den Wahlen zum Dáil Éireann 2011 für die Labour Party im Wahlkreis Cork South-West an und wurde gewählt. Den Sitz konnte er allerdings bei den Wahlen 2016 jedoch nicht verteidigen.
2017 wurde er Geschäftsführer der Irish Solar Energy Association und ist Leiter (Director) der Cloud Infrastructure Ireland.

## Privates
McCarthy ist seit 2007 mit Nollagh verheiratet und hat zwei Kinder.